# Gegants de Sant Jaume
Els Gegants de Sant Jaume són uns gegants històrics de la ciutat de Barcelona, relacionats amb la Parròquia de Sant Jaume Apòstol. A finals del segle xix, se'n perd el rastre. El 2007 s'inicia el seu procés de recuperació que culmina el 2009 amb la presentació de la geganta Mercè i finalitza el 2010 amb el gegant Ferran.

## Història
L'església de Sant Jaume Apòstol era situada originalment a la plaça de Sant Jaume de Barcelona. L'ampliació de la plaça en va fer variar la ubicació i es va transportar pedra a pedra fins a l'actual al carrer de Ferran. Aquesta parròquia, igual com d'altres de la Ciutat, disposava d'una parella de gegants dels quals en tenim constància des de ben antic. Els trobem àmpliament documentats durant el segle xix en fulls de rengle i cròniques diverses, sobretot referents a la processó de Corpus, on tots els elements d'imatgeria festiva tenien una cita ineludible. Joan Amades va escriure en el seu Costumari Català: Ara fa un segle, hi havia cinc parelles de Gegants a Barcelona, que amb tota llur majestat presidien la processó del Corpus: els de la Ciutat, els de la parròquia de Santa Maria, els de Sant Jaume i dues parelles de la del Pi.
A les representacions que trobem dels antics gegants de Sant Jaume, podem identificar el gegant lluint, com molts dels gegants d'aleshores, una porra sobre l'espatlla. També el trobem representat amb un casc coronat amb plomes i amb una espasa lligada a la cintura. En altres imatges llueix també escut. Les seves vestimentes són les pròpies d'un noble de temps anteriors. La geganta, en canvi, vestia segons els costums de l'època, tal com era habitual entre les figures femenines del moment.
Malauradament, a finals del segle xix, en perdem el rastre. Una possibilitat que ha estat estudiada és que la parella fos venuda per ser incorporada dins la comparsa de la Patum de Berga i fossin els coneguts com a Gegants Nous. Els seus trets, efectivament, podrien ser coincidents, però aquesta hipòtesi ha estat refusada per l'historiador berguedà Albert Rumbo, que va aportar una factura dels comptes municipals de Berga on s'especificava la construcció d'uns nous gegants. Per tant, els indicis ens porten a creure que, simplement, els gegants de Sant Jaume van ser destruïts o abandonats.
L'Associació Gegantera dels Gegants de Sant Jaume va ser constituïda al juliol de 2007. El seu principal objectiu fou recuperar aquesta antiga parella de gegants de la Ciutat. Es va encarregar a l'escultor de Solsona Manel Casserres i Solé la construcció de la figura de la geganta basant-se en uns esboços del geganter Martí Ribé que, alhora, es va inspirar en els gravats i dibuixos recollits durant el procés de documentació de la colla. El 25 de gener de 2009 es va presentar a la plaça de Sant Miquel de Barcelona la nova geganta en un acte on van actuar com a padrins els Gegants del Pi, els Gegants de Santa Maria del Mar i el grup de grallers del Prat de Llobregat com a padrins "de carn i ossos". També hi van ser presents els gegants de Sant Pere de les Puel·les, els de la Plaça Nova i gegantons de Casc Antic. El 24 de juliol de 2010, en el marc de la II Trobada dels Gegants de Sant Jaume es presenta el gegant Ferran, obra del mateix constructor i amb els mateixos padrins que la geganta Mercè.

## Actualitat
La colla forma part de la Coordinadora de geganters de Barcelona i des de la seva fundació ha participat de totes les festes de la Ciutat com les de la Mercè o Santa Eulàlia. El gener de 2011, s'incorpora també a la Coordinadora de colles de gegants i bestiari de Ciutat Vella i a la Casa dels Entremesos. Cada any, la colla organitza la seva trobada la tarda del dissabte més proper al 25 de juliol, dia de Sant Jaume.